# 라이타 (음식)
라이타(힌디어: रायता, 우르두어: رایتا, 펀자브어: ਰਾਇਤਾ, 벵골어: রায়তা)는 남아시아의 다히(요거트) 소스이다. 다히에 채소 또는 과일과 향신료 등을 넣어 만든다.

## 사진 갤러리

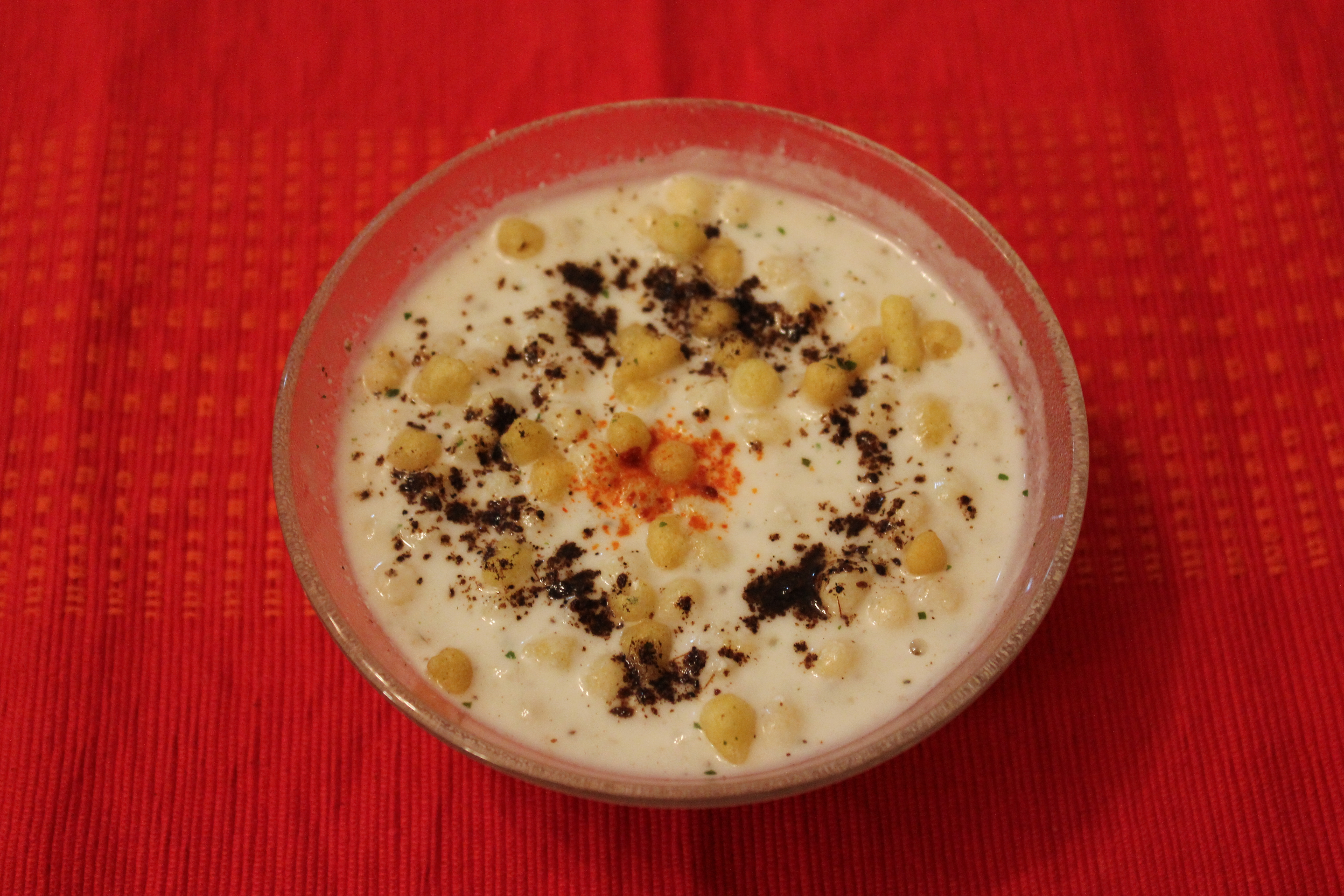
분디 라이타
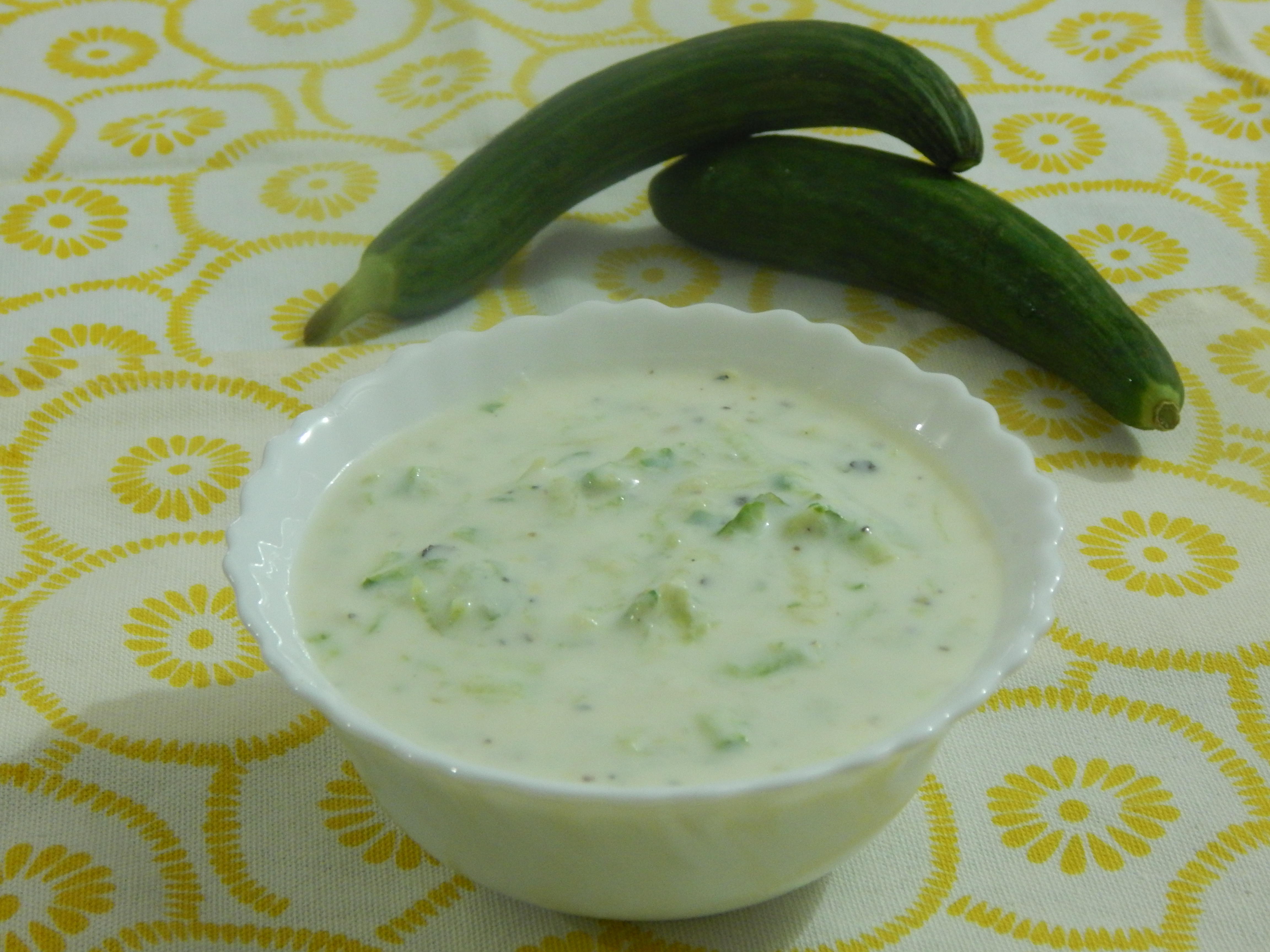
오이 라이타
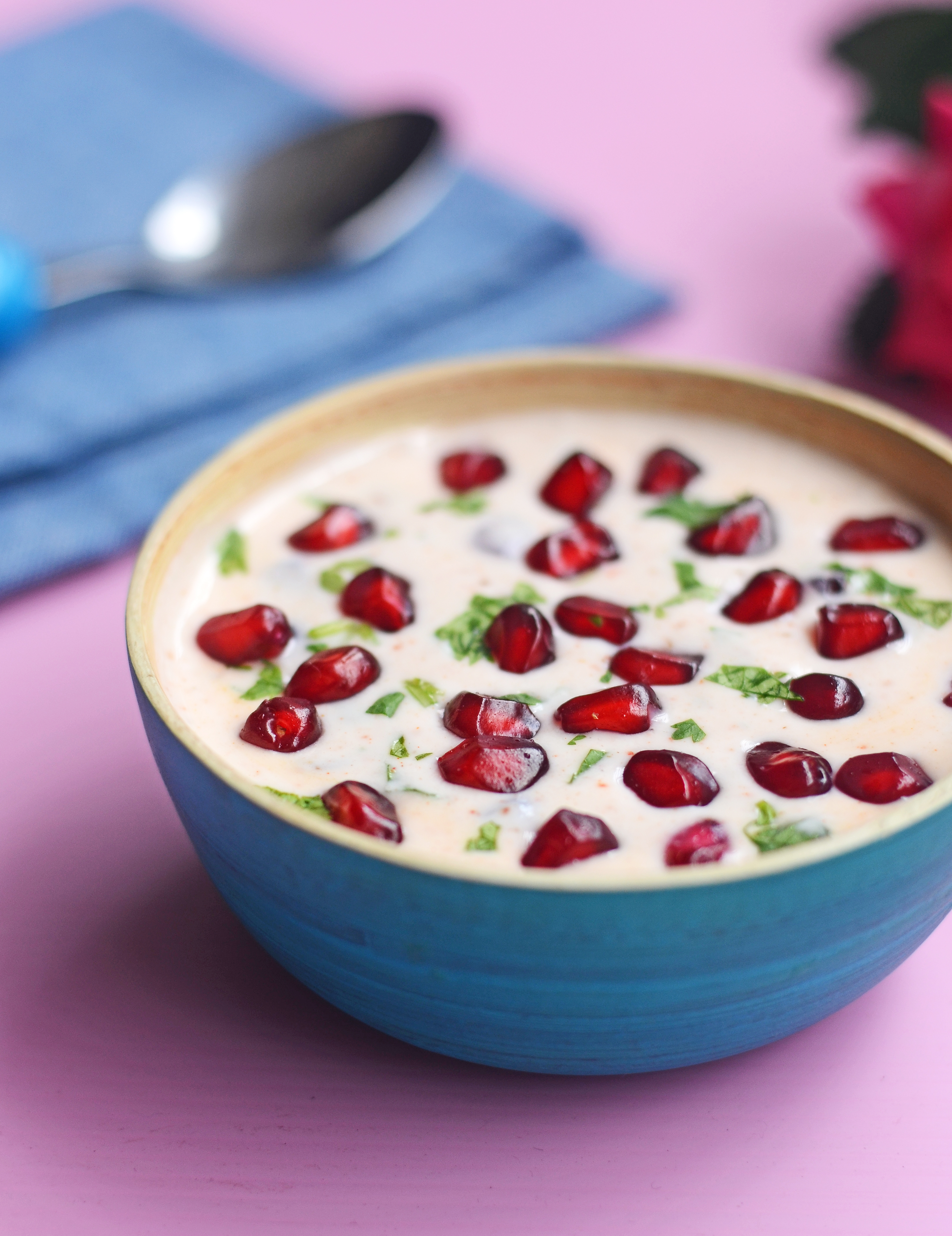
석류 라이타
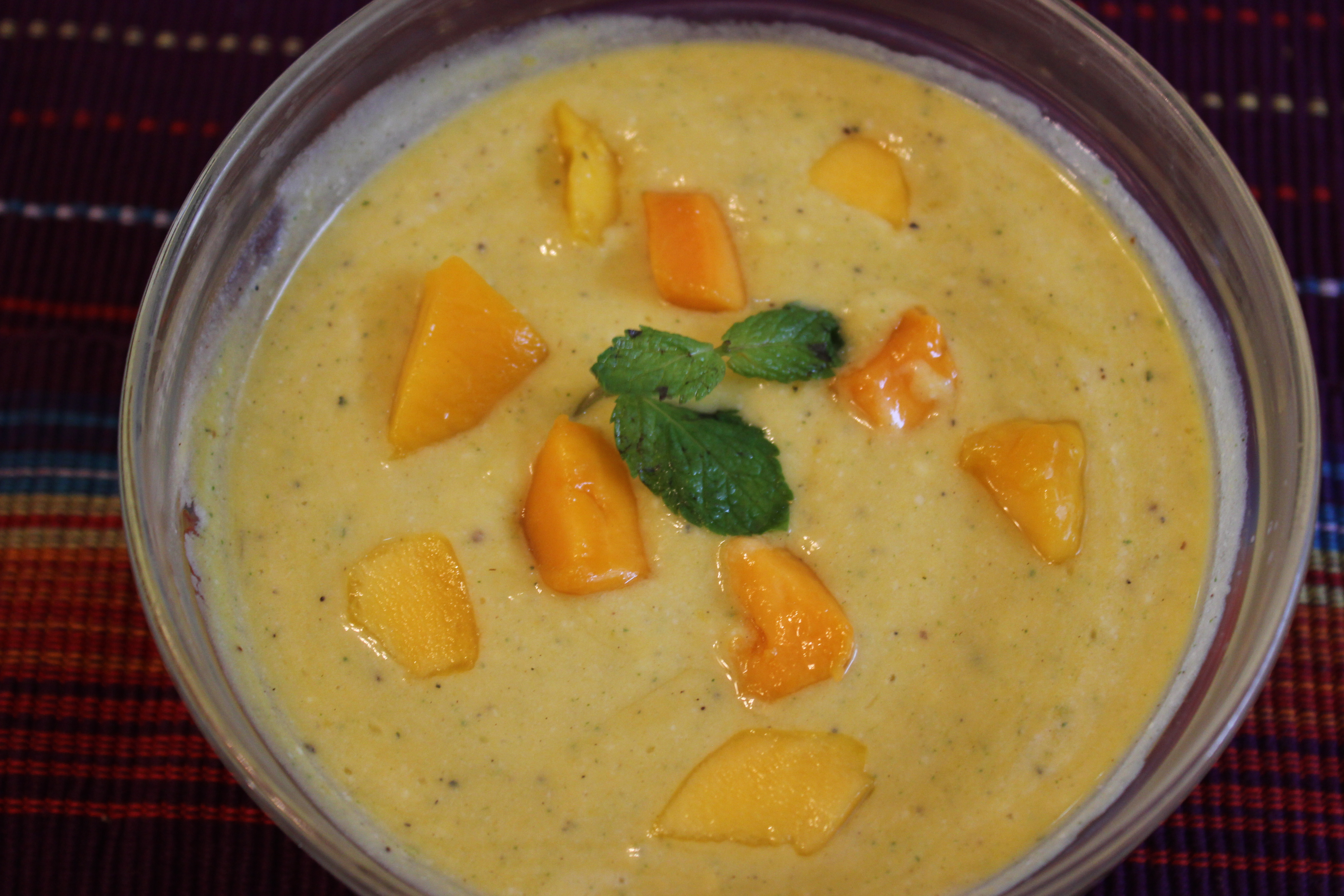
멜론 라이타

## 같이 보기
- 자즈크